# Matelea lanosa
Matelea lanosa là một loài thực vật có hoa trong họ La bố ma. Loài này được (E. Fourn.) Morillo & Fontella mô tả khoa học đầu tiên năm 1990.